# Gertrudiella ferruginea
Gertrudiella ferruginea là một loài Rêu trong họ Pottiaceae. Loài này được Hilp. mô tả khoa học đầu tiên năm 1933.